# Vid Belec
Vid Belec (sinh 6 tháng 6 năm 1990) là một thủ môn trẻ người Slovenia. Anh hiện đang thi đấu ở giải Serie A cho Salernitana.